# Maria Sickesz
Maria (Mayita) Sickesz (Amsterdam, 8 januari 1923 - Den Haag, 21 april 2015) was een Nederlands arts en grondlegster van de orthomanuele therapie.

## Opleiding
Sickesz volgde een studie geneeskunde en studeerde in 1950 af als arts.

## Orthomanuele behandelwijze
Vanaf de jaren zestig van de twintigste eeuw ontwikkelde zij de orthomanuele behandelwijze, een variant op de osteopathie. Zij legt hierin de nadruk op veranderingen in de stand van de individuele onderdelen van de wervelkolom en andere gewrichten. Deze veranderingen zouden volgens haar pijn en autonome reacties kunnen veroorzaken. Correctie van deze veranderingen zou tot een vermindering van deze klachten leiden. Sickesz heeft niet in wetenschappelijke peer-reviewed tijdschriften gepubliceerd over deze techniek. De orthomanuele behandelwijze is ontwikkeld voor de behandeling van rug- en nekklachten, alsmede de behandeling van gewrichtsklachten, zoals bijvoorbeeld knie-, elleboog- en schouderpijn. Een veel voorkomende behandeling is het corrigeren van de zogenaamde bekkenscheefstand, vaak gezien als "beenlengteverschil". In Nederland passen inmiddels ongeveer 65 artsen de orthomanuele behandelwijze toe.

## Kritiek
In 1976 moest Sickesz vanwege een orthomanuele behandeling voor het medisch tuchtcollege komen, waar haar de straf van berisping werd opgelegd. In hoger beroep werd deze berisping ongedaan gemaakt.
Door de Vereniging tegen de Kwakzalverij werd ze in de kwakzalvers-top 20 van de twintigste eeuw gezet. In 2007 won Sickesz in hoger beroep een rechtszaak tegen de Vereniging. De rechter oordeelde: "Voor de uitleg van de term kwakzalver dient Van Dale, Groot Woordenboek der Nederlandse Taal als uitgangspunt. De vraag of een arts die de orthomanuele geneneeskunde (OMG) beoefent, een kwakzalver genoemd mag worden, wordt ontkennend beantwoord. Niet kan worden gezegd dat OMG ‘nutteloos’ is als bedoeld in de definitie van Van Dale, laat staan dat de arts die OMG beoefent zou mogen worden bestempeld als boerenbedrieger, oplichter of knoeier, volgens Van Dale synoniemen van de term kwakzalver." De Volkskrant zette deze gerechtelijke uitspraak op nummer één in haar Top Tien van wetenschappelijke blunders van het jaar 2007, daar het hier zou gaan om het grootste wetenschappelijk ondersteunde 'gebrek aan benul'. Het Hof veroordeelde de Vereniging o.a. tot het plaatsen van een rectificatie in de NRC en De Telegraaf van 10 bij 20 cm (sic), maar vergat daar een dwangsom aan te verbinden. Die rectificatie is er nooit gekomen. De Hoge Raad heeft op 15 mei 2009 de uitspraak van het hof in Amsterdam vernietigd en de zaak terugverwezen naar het hof in Den Haag. Dat bekrachtigde bij arrest van 2 april 2013 het eerdere vonnis van de rechtbank Amsterdam en veroordeelde Sickes in de kosten van het hoger beroep. Sickes ging niet in cassatie, waarmee de slepende kwestie definitief in het voordeel van de VtdK is beslecht.

## Voorwaardelijke schorsing
In juli 2010 heeft het Regionaal Tuchtcollege voor de Gezondheidszorg te 's-Gravenhage na een klacht van een patiënt naar aanleiding van een foutieve diagnose en behandeling besloten om Sickesz als arts te schorsen. In hoger beroep bevestigde het Centraal Tuchtcollege de uitspraak dat de verkeerde diagnose was gesteld, dat de arts onbekwaam was om de diagnose te stellen en de behandeling niet had mogen geven, maar verlaagde de straf tot een schorsing van 1 jaar voorwaardelijk omdat de nadelige gevolgen voor de klaagster niet aannemelijk waren gemaakt. Het Centraal Tuchtcollege rekende het Sickesz voorts zwaar aan dat zij zich (naar eigen zeggen) niets aantrekt van de haar door het Regionaal Tuchtcollege opgelegde maatregel en als arts is blijven werken. Sickesz mocht zich met deze uitspraak weer arts noemen.

## Overlijden
Sickesz overleed op 92-jarige leeftijd. Ze werd begraven op begraafplaats Oud Eik en Duinen.

## Varia
Critici van de orthomanuele behandelwijze betitelden de therapie wel als emmanuelle therapie, refererend aan de erotische film Emmanuelle (1974) met Sylvia Kristel.